# División de Honor Plata de balonmano 2018-19
La División de Honor Plata de balonmano 2018-19 es la 25ª edición de la División de Honor Plata de balonmano, la segunda división del balonmano español.

## Clubes
- ARS Palma del Río
- Agustinos Alicante
- Amenabar Zarautz
- BM Alarcos
- BM Santoña
- BM Cisne
- BM Antequera
- BM Villa de Aranda [nota 1]
- Acanor Atlético Novás
- MMT Seguros Zamora
- Club Deportivo Torrebalonmano
- Club Balonmano Nava
- Club Balonmano Puerto Sagunto
- FC Barcelona B
- Handbol Bordils
- Sant Martí Adrianenc

### Equipos por comunidad autónoma
| Comunidad Autónoma   | Nº de equipos | Equipos                                                                  |
| -------------------- | ------------- | ------------------------------------------------------------------------ |
| Castilla y León      | 3             | Club Balonmano Nava, MMT Seguros Zamora y Club Balonmano Villa de Aranda |
| Cataluña             | 3             | FC Barcelona B, CB Bordils y Sant Martí Adrianenc                        |
| Galicia              | 2             | Acanor Atlético Novás y BM Cisne de Pontevedra                           |
| Andalucía            | 2             | ARS Palma del Río y BM Los Dólmenes Antequera                            |
| Cantabria            | 2             | BM Santoña y BM Torrelavega                                              |
| Comunidad Valenciana | 2             | Agustinos Alicante y Club Balonmano Puerto Sagunto                       |
| Castilla-La Mancha   | 1             | BM Alarcos                                                               |
| País Vasco           | 1             | Amenábar Zarautz                                                         |